# Aporophyla seileri
Aporophyla seileri là một loài bướm đêm trong họ Noctuidae.